# Chaldejská katolická eparchie svatého Tomáše Apoštola v Sydney
Chaldejská katolická eparchie svatého Tomáše Apoštola v Sydney je eparchie chaldejské katolické církve, nacházející se v Austrálii, která je bezprostředně podřízena Svatému Stolci.

## Území

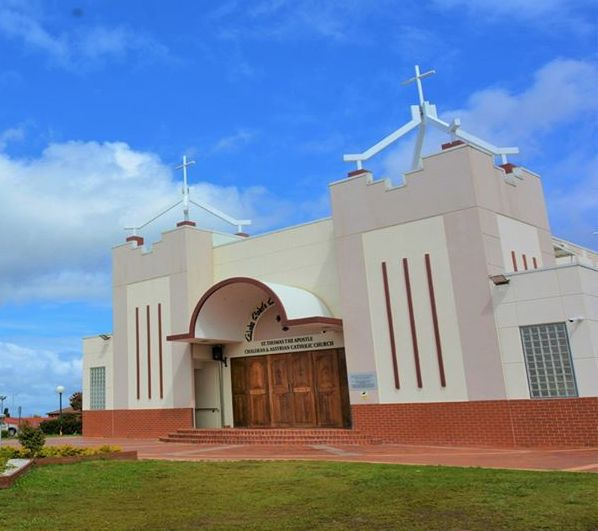
Katedrála sv.Tomáše Apoštola v Sydney.

Eparchie zahrnuje všechny chaldejské věřící na území Austrálie a celé Oceánie.
Eparchiálním sídlem je město Sydney, kde se nachází hlavní chrám sv.Tomáše Apoštola.

## Historie
Dne 21. října 2006 byla bulou Inter gravissimas  papeže Benedikta XVI. zřízena eparchie v Sydney pro chaldejské věřící.